# Koulamoutou
Koulamoutou – miasto w Gabonie, stolica prowincji Ogowe-Lolo. Miasto zamieszkuje 10 000 osób.